# Psychotria carnea
Psychotria carnea là một loài thực vật có hoa trong họ Thiến thảo. Loài này được (G.Forst.) A.C.Sm. miêu tả khoa học đầu tiên năm 1936.